# Cộng hòa Xã hội chủ nghĩa Xô viết Moldavia Pridnestrovia
Cộng hòa Xã hội chủ nghĩa Xô viết Moldavia Pridnestrovia (Transnistria) là một thực thể chính trị nằm giữa hai quốc gia Moldova và Ukraina. Đây là thực thể chính trị Xã hội chủ nghĩa đã sụp đổ. Kế tục của nhà nước này là Transnistria.

### Khí hậu
| Dữ liệu khí hậu của Cộng hòa xô viết Moldavia-Pridnestrovia | Dữ liệu khí hậu của Cộng hòa xô viết Moldavia-Pridnestrovia | Dữ liệu khí hậu của Cộng hòa xô viết Moldavia-Pridnestrovia | Dữ liệu khí hậu của Cộng hòa xô viết Moldavia-Pridnestrovia | Dữ liệu khí hậu của Cộng hòa xô viết Moldavia-Pridnestrovia | Dữ liệu khí hậu của Cộng hòa xô viết Moldavia-Pridnestrovia | Dữ liệu khí hậu của Cộng hòa xô viết Moldavia-Pridnestrovia | Dữ liệu khí hậu của Cộng hòa xô viết Moldavia-Pridnestrovia | Dữ liệu khí hậu của Cộng hòa xô viết Moldavia-Pridnestrovia | Dữ liệu khí hậu của Cộng hòa xô viết Moldavia-Pridnestrovia | Dữ liệu khí hậu của Cộng hòa xô viết Moldavia-Pridnestrovia | Dữ liệu khí hậu của Cộng hòa xô viết Moldavia-Pridnestrovia | Dữ liệu khí hậu của Cộng hòa xô viết Moldavia-Pridnestrovia | Dữ liệu khí hậu của Cộng hòa xô viết Moldavia-Pridnestrovia |
| Tháng                                                       | 1                                                           | 2                                                           | 3                                                           | 4                                                           | 5                                                           | 6                                                           | 7                                                           | 8                                                           | 9                                                           | 10                                                          | 11                                                          | 12                                                          | Năm                                                         |
| ----------------------------------------------------------- | ----------------------------------------------------------- | ----------------------------------------------------------- | ----------------------------------------------------------- | ----------------------------------------------------------- | ----------------------------------------------------------- | ----------------------------------------------------------- | ----------------------------------------------------------- | ----------------------------------------------------------- | ----------------------------------------------------------- | ----------------------------------------------------------- | ----------------------------------------------------------- | ----------------------------------------------------------- | ----------------------------------------------------------- |
| Trung bình ngày tối đa °C (°F)                              | 0.7 (33.3)                                                  | 2.3 (36.1)                                                  | 7.8 (46.0)                                                  | 16.5 (61.7)                                                 | 22.5 (72.5)                                                 | 25.8 (78.4)                                                 | 27.4 (81.3)                                                 | 27.3 (81.1)                                                 | 23.0 (73.4)                                                 | 16.1 (61.0)                                                 | 8.6 (47.5)                                                  | 3.3 (37.9)                                                  | 15.1 (59.2)                                                 |
| Tối thiểu trung bình ngày °C (°F)                           | −6.1 (21.0)                                                 | −4.3 (24.3)                                                 | −0.7 (30.7)                                                 | 5.1 (41.2)                                                  | 10.3 (50.5)                                                 | 13.8 (56.8)                                                 | 15.5 (59.9)                                                 | 14.7 (58.5)                                                 | 10.3 (50.5)                                                 | 5.3 (41.5)                                                  | 1.3 (34.3)                                                  | −2.8 (27.0)                                                 | 5.2 (41.4)                                                  |
| Lượng Giáng thủy trung bình mm (inches)                     | 40 (1.6)                                                    | 48 (1.9)                                                    | 40 (1.6)                                                    | 50 (2.0)                                                    | 60 (2.4)                                                    | 85 (3.3)                                                    | 100 (3.9)                                                   | 70 (2.8)                                                    | 48 (1.9)                                                    | 40 (1.6)                                                    | 48 (1.9)                                                    | 48 (1.9)                                                    | 677 (26.8)                                                  |
| Số ngày giáng thủy trung bình                               | 11                                                          | 11                                                          | 10                                                          | 10                                                          | 11                                                          | 11                                                          | 11                                                          | 8                                                           | 7                                                           | 8                                                           | 11                                                          | 11                                                          | 120                                                         |
| [ cần dẫn nguồn ]                                           |                                                             |                                                             |                                                             |                                                             |                                                             |                                                             |                                                             |                                                             |                                                             |                                                             |                                                             |                                                             |                                                             |